# Tubo de Crookes
El tubo de Crookes es un cono de vidrio con un ánodo y dos cátodos. Es una invención pero más en parte una innovación del científico William Crookes en el siglo XIX, y es una versión más evolucionada del desarrollo del tubo de Geissler.

## Descripción y utilización
Consiste en un tubo de vidrio vacío, por el cual circulan una serie de gases, que al aplicarles electricidad adquieren fluorescencia, de ahí que sean llamados fluorescentes. A partir de este experimento (1895) Crookes dedujo que dicha fluorescencia se debe a rayos catódicos, que consisten en electrones en movimiento, y, por tanto, también descubrió la presencia de electrones en los átomos.
Al final del cono de vidrio, una banda calentada eléctricamente, llamada cátodo, produce electrones. Al lado opuesto, una pantalla tapada de fósforo forma un ánodo el que está conectado al terminal positivo del voltaje (unos cien voltios), del cual su polo negativo está conectado al cátodo.

## La Cruz de Malta
Crookes para comprobar la penetrabilidad de rayos catódicos, debe realizar un tercer tubo, el cual llama la cruz de Malta, ya que entre el cátodo y el ánodo está localizado un tercer elemento, una cruz hecha de zinc, un elemento muy duro.
El experimento consistía en que el rayo se estrellaba contra la cruz y la rodeaba, para posteriormente generar una sombra al final del tubo. Con este tubo es posible demostrar que los rayos catódicos se propagan en línea recta. Una pantalla metálica con forma de cruz de Malta, se dispone de modo que intercepte el haz de los rayos catódicos, produciendo una zona de sombra sobre la pantalla que satisface las leyes de la propagación de las ondas rectilíneas.

## Mejoras e innovaciones

Representación de un osciloscopio

El reemplazo de la máscara de sombra con un cilindro enfocador del rayo creó el cañón de electrones, que permitió la creación de un área de iluminación. La adición de deflectores electrostáticos en los planos horizontal y vertical permitió la visualización de los voltajes aplicados a los deflectores. Gracias a esto, el tubo pudo ser utilizado, finalmente, como el monitor del osciloscopio (un aparato de diagnóstico y visualización usado en electrónica). El tubo también pudo ser adaptado como monitor para radar y televisión usando bobinas magnéticas externas para el enfoque y deflección. El principio de la máscara de sombra fue usado en pantallas para televisores en color.
También se observó que la aplicación de alto voltaje (por ejemplo, 25 000 voltios) al ánodo en un tubo de alto vacío produciría rayos X (observados por la inadvertida neblina del rollo fotográfico, incluso cuando estaba dentro de un contenedor a prueba de luz). Se desarrollaron tubos especializados que reemplazaron al fósforo con un objetivo de metal y que enfocaban el rayo en una pequeña área para ayudar en la obtención de una fuente puntual de los rayos -esto produciría entonces una imagen nítida del material interviniente en el rollo-